# محمد بنعليلو
محمد بنعليلو هو رئيس مؤسسة وسيط المملكة المغربية منذ 13 ديسمبر 2018. وُلد في 2 فبراير 1975، وهو متزوج وأب لطفلين. يعتبر من الشخصيات البارزة في المجال القضائي والإداري في المغرب. حصل على وسام المكافأة الوطنية من درجة ضابط كبير.
شغل بنعليلو مهام قضائية، منها مستشار بمحكمة النقض، وقاض بالمحكمة الإدارية بالرباط، وقاضي التحقيق بالمحكمة الخاصة للعدل بالرباط، وقاض بالمحكمة الابتدائية بطنجة، كما تولى مسؤوليات ومهام إدارية؛ منها رئيس قطب الشؤون الإدارية والتكوين بالمجلس الأعلى للسلطة القضائية، ومدير الموارد البشرية بوزارة العدل، ومدير الدراسات والتعاون والتحديث بوزارة العدل والحريات، ورئيس ديوان وزير العدل والحريات، ومستشار وزير العدل في السياسة الجنائية، ورئيس قسم القضايا الجنائية الخاصة بوزارة العدل، ورئيس مصلحة تنفيذ المقررات القضائية في المادة الجنائية بوزارة العدل، وعضو اللجنة الوطنية للنظر في الطعون المتعلقة بالضريبة، وعضو وحدة معالجة المعلومات المالية (هيئة متخصصة في مكافحة غسل الأموال)، إضافة إلى اضطلاعه بمهام استشارية عديدة، وشغله مهنة التدريس لسنوات بجامعات متعددة.

## المناصب والعضويات
- وسيط المملكة (منذ 13 ديسمبر 2018).
- النائب الأول لرئيس المعهد الدولي للأمبودسمان.
- النائب الأول لرئيس جمعية الوسطاء والأمبودسمان الفرنكفونيين.
- عضو المكتب المسير لجمعية أمناء مظالم الدول الأعضاء في منظمة التعاون الإسلامي.
- عضو المجلس الأعلى للسلطة القضائية.
- عضو المجلس الاقتصادي والاجتماعي والبيئي.
- مستشار بمحكمة النقض.
- قاض بالمحكمة الإدارية بالرباط.
- قاضي تحقيق بالمحكمة الخاصة للعدل بالرباط.
- قاض بالمحكمة الابتدائية بطنجة.
- رئيس قطب الشؤون الإدارية والتكوين بالمجلس الأعلى للسلطة القضائية.
- مدير الموارد البشرية بوزارة العدل.
- مدير الدراسات والتعاون والتحديث بوزارة العدل والحريات.
- رئيس ديوان وزير العدل والحريات.
- مستشار وزير العدل في السياسة الجنائية.
- رئيس قسم القضايا الجنائية الخاصة بوزارة العدل.
- رئيس مصلحة تنفيذ المقررات القضائية في المادة الجنائية.
- عضو الهيئة العليا لإصلاح منظومة العدالة.
- عضو الفريق الاستشاري الوطني لمشروع تحديث النيابات العامة في الدول العربية (ضمن برنامج الأمم المتحدة الإنمائي).
- عضو فريق الخبراء الحكوميين في اتفاقية الأمم المتحدة لمكافحة الفساد.
- منسق السلطة المركزية المغربية للمساعدة القانونية المتبادلة في إطار اتفاقية الأمم المتحدة لمكافحة الفساد.
- أستاذ القانون الجنائي والمسطرة الجنائية بالمعهد العالي للقضاء.
- أستاذ زائر بالمعهد الملكي للإدارة الترابية وكلية العلوم القانونية والاقتصادية والاجتماعية السويسي الرباط.

## الشهادات الجامعية والمهنية
- دبلوم الدراسات العليا في القانون.
- الإجازة في الحقوق، شعبة القانون الخاص.
- شهادات تدريبية متخصصة في مجالات القضاء الجنائي، مكافحة الإرهاب، مكافحة غسل الأموال، القوانين المالية، وغيرها من الموضوعات ذات الصلة.
- شارك في العديد من المؤتمرات الدولية المتعلقة بمكافحة الفساد، الجريمة المنظمة، حقوق الإنسان، والتعاون القضائي الدولي.

## الإسهامات العلمية
- كتاب "جريمة التحريض على الإرهاب: إشكالية التوفيق بين حرية التعبير وضرورات العقاب".[4]
- دراسات ومقالات قانونية وقضائية، بالإضافة إلى تأطير ندوات علمية ودورات تدريبية لفائدة القضاة والموظفين العموميين.